# Valdecuenca
Val de Conca (català), Val de Cuenca (aragonès), Valdecuenca (castellà) és un municipi d'Aragó situat a la província de Terol i enquadrat a la comarca de la Serra d'Albarrasí.